# Lankascincus gansi
Lankascincus gansi är en ödleart som beskrevs av  Allen E. Greer 1991. Lankascincus gansi ingår i släktet Lankascincus och familjen skinkar. Inga underarter finns listade i Catalogue of Life.